# Llanura de Dōzen
La Llanura de Dōzen (道前平野 Dōzen-heiya?) es una llanura aluvial conformada por el Río Nakayama (中山川 Nakayama-gawa?), que se extiende hacia la costa de la Ciudad de Saijo, Japón. También se lo conoce como Llanura de Shuso (周桑平野 Shūsō-heiya?). 

## Características
Anteriormente fue parte del Distrito de Shuso y en la actualidad ocupa gran parte de la superficie de la Ciudad de Saijo. Hacia el norte se encuentra rodeada por la zona montañosa de la Península de Takanawa y hacia el sur por la Cadena Montañosa de Shikoku. Es una llanura aluvial con una pendiente pronunciada. Al igual que sucede en la Llanura de Dogo, se observan cultivos de arroz y de cítricos, entre los que se destaca el mikan.
- Datos: Q11641630